# Elle
《Elle》是一份創始於法國的女性雜誌，「Elle」在法文解作「她」。雜誌聚焦於时尚、美容、健康、休闲等軟性議題。發行者為法國拉加代尔集团活力集團旗下的樺榭菲力柏契媒體，並以特許經營的方式在世界各國發行在地版，至今在60餘個国家发行50个版本。

## 歷史
《Elle》於1945年由艾蓮娜·拉札雷夫在法國創辦。在二十世紀六十年代，它被認為「制定時尚多於反映時尚」，擁有八十萬忠實讀者，當時著名的口號是：「Si elle lit，elle lit elle」，意謂「如果她閱讀，她就讀Elle」。 
《Elle》的第一個國際版於1969年在日本發行。美國和英國版本要待至1985年才推出。 翌年，該雜誌首次在西班牙出版。1987年，《Elle》開始在香港和意大利出版。1988年，該雜誌在同一年在六個國家推出，即德國，巴西，中國，瑞典，希臘和葡萄牙。 次年它首次在荷蘭和魁北克出版。  1990年，該雜誌登陸澳大利亞。1994年抵達阿根廷。 其每月出版的俄文版於1996年推出。

## 營運架構
《Elle》是世界上最大的時尚雜誌 ，在60餘個國家擁有43個國際版；《Elle》亦是一個包含超過33個網站的全球網絡，每月吸引超過2500萬獨立訪問者和3.7億次頁面瀏覽量。《Elle》訂閱者佔讀者的73％，讀者人數超過6900萬，當中絕大多數（82％）是年齡在18歲到49歲之間的女性。讀者的平均年齡為34.7歲，40％是單身， 家庭收入中位數為69,973美元。
《Elle》原先由法國拉加代爾集團Lagardère Group擁有。2011年，赫斯特公司與拉加代爾集團達成協議，購買部份地區的《Elle》雜誌的營運權。這筆交易意味著赫斯特當時有權在15個國家出版Elle，包括美國、英國、意大利、西班牙、俄羅斯和烏克蘭。拉加代爾集團保留了法語版，並從其它地區版本中收取版稅。
2018年4月，法國版《Elle》為捷克億萬富翁Daniel Kretinsky所收購。

## 中文版本
《Elle》中国大陆版名称为《Elle世界时装之苑》，之前由樺榭菲力柏契媒體直接經營，為進駐中國較早的外國時尚雜誌。2011年12月19日，赫斯特国际集团宣布正式完成收购桦榭中国，这同时也是拉加代尔国际杂志业务收购案的一部分。目前《Elle》中国大陆版属于赫斯特集团。原先上海世纪出版股份有限公司译文出版社、中国体育报业总社及浙江《睿士》杂志社的版权合作伙伴将由拉加代尔活力集团变更为赫斯特集团，继续在中国大陆合作出版《世界时装之苑Elle》等杂志。《Elle》中国大陆版曾改版为半月刊，成为《Elle》全球43个版本中首个半月刊杂志。該杂志还每年举办「Elle风尚大奖」。
《Elle》台灣版名稱為《Elle她雜誌》，1991年創刊，最初為樺榭文化經營。2011年起由「台灣赫斯特媒體 (Hearst Magazines Taiwan) 」負責，是全世界最大月刊出版集團美國Hearst Corporation在台的子公司。現任總編輯為薛佳甯。該雜誌每月發行，並每年舉辦「ELLE風格路跑」及時尚相關活動，深受女性喜愛。
《Elle》香港版是最早出現的中文版，最初也是由樺榭菲力柏契媒體直接經營。2012年轉為南華早報集團及赫斯特公司合辦，總編輯現為Winnie Wan。